# Чифлик (Чешиново-Облешево)
Чифлик (мкд. Чифлик) је насеље у Северној Македонији, у источном делу државе. Чифлик је у саставу општине Чешиново-Облешево.

## Географија
Чифлик је смештен у источном делу Северне Македоније. Од најближег града, Кочана, насеље је удаљено 10 km југозападно.
Насеље Чифлик се налази у историјској области Кочанско поље. Подручје око насеља је долинско и добро обрађено. Јужно од насеља тече река Брегалница средњим делом свог тока. Надморска висина насеља је приближно 300 метара. 
Месна клима је умерено континентална.

## Становништво
Чифлик је према последњем попису из 2002. године имао 667 становника.
Претежно становништво у насељу су етнички Македонци (99%).
Већинска вероисповест месног становништва је православље.